# André Weil

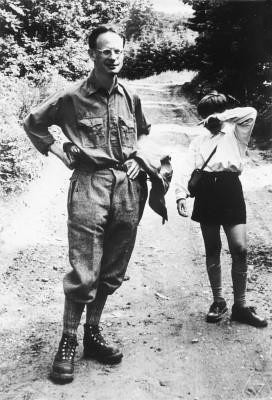
André Weil

André Weil (Parijs, 6 mei 1906 - Princeton, 6 augustus 1998) was een Frans wiskundige die vooral bekend werd door zijn werk op het gebied van de getaltheorie. Hij heeft gestudeerd aan de hogeschool École Normale Supérieure. Weil was de oprichter van de Bourbaki-groep.
De filosofe Simone Weil was zijn zuster.

## Leven
Hij werd in Parijs in een Elzassisch, agnostisch, Joods milieu geboren. Zijn ouders waren na de annexatie van Elzas-Lotharingen door Duitsland naar Frankrijk uitgeweken. Weil studeerde in Parijs, Rome en Göttingen. Hij promoveerde in 1928. Terwijl hij in Duitsland studeerde raakte hij bevriend met Carl Ludwig Siegel. Hij bracht de twee academische jaren 1930 en 1931 door aan de Aligarh Muslim University. Weil heeft zijn leven lang grote interesse gehad in het Hindoeïsme en Sanskriet literatuur. Na een jaar in Marseille doceerde hij zes jaar aan de Universiteit van Straatsburg. Hij trouwde in 1937 met Éveline, die eerder getrouwd was geweest met mede-Bourbaki-oprichter René de Possel.
Weil bevond zich in Finland toen de Tweede Wereldoorlog uitbrak; hij was op reis in Scandinavië sinds april 1939. Éveline was al eerder naar Frankrijk teruggekeerd. Weil werd bij het uitbreken van de Winteroorlog gearresteerd omdat de Finnen hem van spionage voor de Russen verdachten, maar het verhaal uit zijn autobiografie dat zijn leven in gevaar was (de Finnen zouden hem de volgende dag executeren) bleek overdreven. Weil keerde via Zweden en het Verenigd Koninkrijk naar Frankrijk terug.
In januari 1940 werd hij in Le Havre gearresteerd. Hij werd ervan beschuldigd zich aan zijn militaire verplichtingen te hebben willen onttrekken. Hij werd vastgezet in de gevangenis van Le Havre en later in Rouen. Het was daar, in de militaire gevangenis in Bonne-Nouvelle, een deelgemeente van Rouen, waar hij van februari tot mei 1940 het werk schreef dat zijn reputatie vestigde. Op 3 mei 1940 werd hij berecht. Veroordeeld tot vijf jaar, vroeg hij om in plaats daarvan deel uit te mogen maken van een militaire eenheid. Dit verzoek werd toegestaan. Hij voegde zich als gewoon soldaat bij een regiment in Cherbourg. Na de val van Frankrijk ontmoette hij zijn ouders en zuster in Marseille, dat hij overzee wist te bereiken. Hij ging vervolgens naar Clermont-Ferrand, waar hij erin slaagde zich te verenigen met zijn vrouw Éveline, die zich in Duits-bezet Frankrijk had bevonden.
In januari 1941 vertrokken Weil en zijn familie per boot vanuit Marseille naar New York. Hij bracht de oorlog door in de Verenigde Staten, waar hij werd ondersteund door de Rockefeller Foundation en de Guggenheim Foundation. Gedurende twee jaar doceerde hij wiskunde aan beginnende studenten aan de Lehigh University. Van 1945 en 1947 gaf hij les aan de Universiteit van São Paulo, waar hij werkte met Oscar Zariski. Van 1947 tot 1958 gaf hij les aan de Universiteit van Chicago. Vanaf 1958 tot zijn emeritaat was hij verbonden aan het Institute for Advanced Study. In 1979 deelde hij de tweede Wolfprijs in de wiskunde.

## Werk
André Weil leverde substantiële bijdragen op tal van deelgebieden van de wiskunde, de belangrijkste waarvan zijn ontdekking van diepe verbindingen tussen de algebraïsche meetkunde en de getaltheorie was. Dit begon met zijn promotie-werkzaamheden uit 1928, waarin hij de stelling van Mordell-Weil bewees (kort daarna reeds toegepast in de stelling van Siegels over integrale punten). De stelling van Mordell kende reeds een ad-hoc-bewijs; Weil begon met de splitsing van het oneindige afdalings argument in twee verschillende typen structurele aanpakken, door middel van hoogtefuncties voor de dimensionering van rationele punten en door middel van de Galois-cohomologie, die overigens pas twee decennia later deze naam kreeg. Beide aspecten hebben zich gestaag tot belangrijke theorieën ontwikkeld.
Onder zijn belangrijkste prestaties geldt zijn bewijs uit 1940, terwijl hij in de gevangenis zat, van de Riemann-hypothese voor lokale zèta-functies. Daaropvolgende legde hij het fundament voor de algebraïsche meetkunde om zo zijn resultaat uit 1940 te onderbouwen (het meest intensief van 1942 tot 1946). Volgens moderne normen werd Weils claim, dat hij over een bewijs beschikte, niet zeer diepgaand getoetst. Hierbij waren de oorlogsomstandigheden en het feit dat de Duitse deskundigen hierdoor weinig of geen commentaar gaven factoren. Deze zogenaamde vermoedens van Weil waren vanaf ongeveer 1950 enorm invloedrijk. De vermoedens werd later bewezen door Bernard Dwork, Alexander Grothendieck, Michael Artin en Pierre Deligne, die de moeilijkste stap in 1973 bewees.
André Weil introduceerde in de late jaren 1930 de adele-ring. Hij volgde hierbij het voorbeeld van Claude Chevalley idèles. Met behulp van deze adeles gaf hij een alternatief bewijs van de stelling van Riemann-Roch (een versie van dit bewijs verscheen in zijn Basic Number Theory uit 1967). Zijn 'matrixdeler' (vectorbundel avant le jour) stelling van Riemann-Roch uit 1938 was een zeer vroege anticipatie van zijn latere ideeën, zoals moduliruimten van bundels. Het vermoeden van Weil over Tamagawa-getallen bleek vele jaren onbewijsbaar. Uiteindelijk werd de adelische benadering de basisbenadering in de theorie van de automorfe representaties. Hij pakte rond 1967 een ander gecrediteerd vermoeden van Weil op, dat later onder druk van de Serge Lang bekend werd als de vermoeden van Taniyama-Shimura, gebaseerd op de presentatie van de basisideeën op de Nikko conferentie uit 1955. Zijn houding ten opzichte van vermoedens maakte op vele andere wiskundigen een ondoorzichtige indruk; hij schreef dat men een gokje niet lichtvaardig als een vermoeden moest erkennen, en in het Shimura-Taniyama geval, dat het bewijs er alleen was na uitgebreide computerwerk dat in de late jaren 1960 werd uitgevoerd.
Andere belangrijke resultaten waren over Pontryagin-dualiteit en differentiaalmeetkunde. Hij introduceerde het concept van de uniforme ruimte in de algemene topologie. Zijn werk over schoventheorie komt nauwelijks tot uitdrukking in zijn gepubliceerde artikelen, maar zijn correspondentie met Henri Cartan in de late jaren 1940, herdrukt in zijn verzamelde werken, bleek zeer invloedrijk.
Hij ontdekte dat de zogenaamde Weil-representatie, die eerder in de kwantummechanica was geïntroduceerd door Irving Segal en Shale, een eigentijds raamwerk gaf voor het begrijpen van de klassieke theorie van de kwadratische vormen. Dit was ook een begin van een belangrijke ontwikkeling door anderen, waarbij de representatietheorie en thèta-functies met elkaar verbonden werden.

## Voetnoten
1. ↑  Osmo Pekonen, L'affaire Weil à Helsinki en 1939 (De zaak Weil in Helsinki in 1939), Gazette des mathématiciens 52 (april 1992), pag. 13-20. Met een nawoord van Andre Weil.